# Устилуг (станція)
Устилуг — проміжна залізнична станція Рівненської дирекції Львівської залізниці.
Розташована на східній околиці міста Устилуг Володимирського району Волинської області на лінії Володимир — Лудин між станціями Володимир (16 км) та Ізов (9 км).

## Історія
Станцію Устилуг було відкрито найімовірніше 1979 року, при відкритті лінії Володимир-Волинський — Ізов — Грубешів — частини так званої лінії металургійної ширококолійної, якою українська руда надходила на польські металургійні комбінати.
Зупиняються приміські поїзди Ковель — Ізов.